# Antarcturus hodgsoni
Antarcturus hodgsoni là một loài chân đều trong họ Antarcturidae. Loài này được Richardson miêu tả khoa học năm 1913.